# René Desfontaines
René Louiche Desfontaines (Tremblay, (Ille-et-Vilaine), 14 de fevereiro de 1750 — Paris, 16 de novembro de  1833) foi um botânico francês e pesquisador do Museu Nacional de História Natural de Paris.
Foi eleito membro da Academia de Ciências no ano de 1783, mesmo ano que ele deu início a uma expedição botânica ao Norte da África.Escreveu Flora Atlantica (1798–1799, 2 vols) com 300 novos gêneros para a ciência.